# Heureux… ou presque
Heureux… ou presque (Casi feliz) est une série télévisée argentine comique, diffusée pour la première fois le 1er mai 2020 sur Netflix. 
La série est créée par Sebastián Wainraich, et le casting affiche Natalie Pérez, Hugo Arana, Adriana Aizemberg et Peto Menahem,.

## Synopsis
Sebastián est chroniqueur radio, encore peu connu, tentant de trouver sa place dans le monde, tout en s'occupant de son ex-femme et de ses deux enfants.

## Distribution
- Sebastián Wainraich (es)
- Natalie Pérez
- Hugo Arana (es)
- Adriana Aizemberg (es)
- Santiago Korovsky
- Juan Minujín
- Rafael Ferro (es)
- Carla Peterson
- Julieta Díaz
- Peto Menahem (es)
- Pilar Gamboa (es)
- Adrián Suar (es)
- Wos
- Dalia Gutmann
- Gustavo Garzón (es)
- Malena Ratner
- Adrian Suar (es)